# Virginia Slims of California 1974 - Doppio
Il doppio del torneo di tennis Virginia Slims of California 1974, facente parte del Virginia Slims Circuit 1974, ha avuto come vincitrici Chris Evert e Billie Jean King che hanno battuto in finale Françoise Dürr e Betty Stöve con il punteggio di 6–4, 6–2.

## Teste di serie
1. Françoise Dürr /  Betty Stöve (finale)

1. Chris Evert /  Billie Jean King (Campionesse)

## Tabellone

### Legenda
| - Q = Qualificato - WC = Wild card - LL = Lucky loser | - ALT = Alternate - SE = Special Exempt - PR = Protected Ranking | - w/o = Walkover - r = Ritirato - d = Squalificato |

|  | Primo turno                     | Primo turno                     | Primo turno                     | Primo turno | Primo turno |  |  | Semifinali | Semifinali                      | Semifinali                      | Semifinali                 | Semifinali                 |   |   | Finale | Finale                       | Finale                       | Finale | Finale |  |
|  |                                 |                                 |                                 |             |             |  |  |            |                                 |                                 |                            |                            |   |   |        |                              |                              |        |        |  |
|  | 2                               | Chris Evert Billie Jean King    | Chris Evert Billie Jean King    | 6           | 6           |  |  |            |                                 |                                 |                            |                            |   |   |        |                              |                              |        |        |  |
|  |                                 | Karen Krantzcke Wendy Overton   | Karen Krantzcke Wendy Overton   | 3           | 0           |  |  | 2          | Chris Evert Billie Jean King    | Chris Evert Billie Jean King    | 6                          | 6                          |   |   |        |                              |                              |        |        |  |
|  | Rosie Casals Nancy Gunter       | Rosie Casals Nancy Gunter       | Rosie Casals Nancy Gunter       | 6           | 6           |  |  |            | Rosie Casals Nancy Gunter       | Rosie Casals Nancy Gunter       | 4                          | 2                          |   |   |        |                              |                              |        |        |  |
|  | Janet Newberry Mona Schallau    | Janet Newberry Mona Schallau    | Janet Newberry Mona Schallau    | 2           | 1           |  |  |            |                                 |                                 |                            |                            |   |   | 2      | Chris Evert Billie Jean King | Chris Evert Billie Jean King | 6      | 6      |  |
|  | Isabel Fernández Pam Teeguarden | Isabel Fernández Pam Teeguarden | Isabel Fernández Pam Teeguarden | 7           | 6           |  |  |            |                                 | 1                               | Françoise Dürr Betty Stöve | Françoise Dürr Betty Stöve | 4 | 2 |        |                              |                              |        |        |  |
|  | Kerry Harris Lesley Hunt        | Kerry Harris Lesley Hunt        | Kerry Harris Lesley Hunt        | 5           | 1           |  |  |            | Isabel Fernández Pam Teeguarden | Isabel Fernández Pam Teeguarden | 2                          | 2                          |   |   |        |                              |                              |        |        |  |
|  | 1                               | Françoise Dürr Betty Stöve      | Françoise Dürr Betty Stöve      | 6           | 6           |  |  | 1          | Françoise Dürr Betty Stöve      | Françoise Dürr Betty Stöve      | 6                          | 6                          |   |   |        |                              |                              |        |        |  |
|  |                                 | Kristien Kemmer Val Ziegenfuss  | Kristien Kemmer Val Ziegenfuss  | 4           | 2           |  |  |            |                                 |                                 |                            |                            |   |   |        |                              |                              |        |        |  |